# Рой, Алексей Хрисанфович
Алексе́й Хриса́нфович Рой (12 марта 1922 — 8 февраля 2016) — участник Великой Отечественной войны, войсковой разведчик, помощник командира взвода разведроты 6-й гвардейской механизированной бригады (2-й гвардейский механизированный корпус, 46-я армия, 2-й Украинский фронт), гвардии старшина. Герой Советского Союза (1946).

## Биография
Родился в селе Гаршино ныне район имени Габита Мусрепова Северо-Казахстанской области Казахстана. 
В 1920-х годах семья переехала в Аксайский район Ростовской области в хутор Щепкин, потом в хутор Большой Лог. В многодетной семье Хрисанфа Ефимовича и Марины Яковлевны Рой было тринадцать детей — десять сыновей и три дочери.
На фронте Великой Отечественной войны с 1941 года. Член ВКП(б)/КПСС с 1943 года.
Освобождал от немцев свою станицу Аксайскую, в которой жил после войны. Особенно отличился в боях на подступах к городу Дьёр (Венгрия). 28 марта 1945 года проник в расположение противника и гранатами уничтожил его огневые точки. Действуя в составе разведывательной группы, Рой вместе с бойцами взял в плен 20 гитлеровцев.
После войны был демобилизован. Жил в городе Аксай Ростовской области. Работал начальником отдела на стекольном заводе, затем вышел на пенсию. 

## Награды и звания
- Звание Героя Советского Союза присвоено 15 мая 1946 года.
- Награждён орденом Ленина, двумя орденами Отечественной войны 1 степени, орденом Красной Звезды и медалями, среди которых «За взятие Будапешта», «За взятие Вены» и «За освобождение Праги»[2].
- А. Х. Рой является почётным гражданином города Аксая.
- В 2007 году получил благодарность от губернатора Ростовской области[3].
- В 2010 году получил поздравления от Аксайского местного отделения партии «Единая Россия»[4].
- Также награждён орденом Атамана Платова (2012)[5].